# Köbbinghausen
Köbbinghausen is een plaats in de Duitse gemeente Plettenberg, deelstaat Noordrijn-Westfalen, en telt 500 inwoners (2007).
Köbbinghausen is tevens eindpunt van de Museumspoorlijn uit Plettenberg-Hüinghausen.